# Tsewang Jigme Tsarong
Tsewang Jigme Tsarong né le 30 septembre 1945, au Tibet, est un écrivain spécialiste de médecine tibétaine et un acteur tibétain. Il est le fils de Dundul Namgyal Tsarong et Yangchen Dolkar Tsarong. Il est le père de Tenzin Thuthob Tsarong.

## Biographie
Jigme Tsarong fut le directeur du Men-Tsee-Khang entre 1975 et 1980.

## Filmographie
- Kundun (1997) de Martin Scorsese
- À La Recherche de Kundun avec Martin Scorsese (1998 - documentaire)

## Biographie
- Handbook of traditional Tibetan drugs: their nomenclature, composition, use, and dosage, 1986, éditeur Tibetan Medical Publications, 1986
- Fundamentals of Tibetan medicine: according to the Rgyud-bzhi, avec Jampa Gyaltsen Drakton, et Lobsang Chomphel, Tibetan Medical Centre, 1981
- Tibetan medicinal plants, Tibetan Medical Publications, 1994,  (ISBN 8190048902 et 9788190048903)